# Lennart Dahlquist
John Lennart Eugén Dahlquist, född 16 augusti 1920 i Ronneby, död 20 december 1993 i Rute på Gotland, var en svensk konstnär.
Han var son till målaren Charles Dahlquist och Hulda Maria Danielsson samt från 1951 gift med Margit Hannelore Öhrling.
Dahlquist studerade vid Skånska målarskolan i Malmö 1948 och för Marie Wadskjær i Köpenhamn 1948–1949 samt för Ossip Zadkine på Académie de la Grande Chaumière i Paris 1949–1950 och en kortare tid för Elof Risebye vid danska konstakademien. Hans konst består av nonfigurativt måleri. Han medverkade i Kunstnernes Efteraarsudstilling i Köpenhamn 1950 i Sverige har han ställt ut på bland annat Karlskoga konsthall.